# Néstor Gonçalves

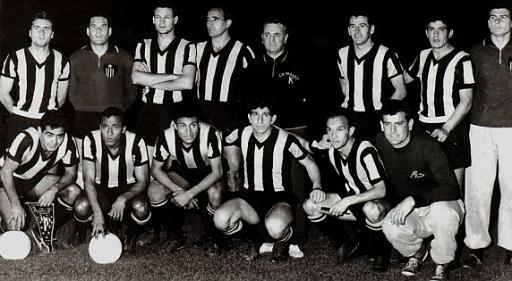
Gonçalves (stehend, Dritter von links)

Néstor „Tito“ Gonçalves (* 27. April 1936 in Cabellos, Artigas, Uruguay; † 29. Dezember 2016 in Montevideo) war ein uruguayischer Fußballspieler und -trainer, der mit seinem Verein Peñarol, bei dem er während seiner gesamten Karriere spielte, zahlreiche Erfolge feierte und mit der uruguayischen Nationalmannschaft an zwei Fußball-Weltmeisterschaften teilnahm.

## Spielerkarriere

### Verein
Néstor Gonçalves wurde in Cabellos, dem heutigen Baltasar Brum, geboren. Als 15-Jähriger begann er seine fußballerische Laufbahn bei Universitario de Salto. Zudem gehörte er in der Departamento-Auswahl von Salto an. Durch seine guten Leistungen weckte er das Interesse des uruguayischen Hauptstadtverein Peñarol. Da das Reglement seinerzeit untersagte, bei einem anderen Klub mitzutrainieren, absolvierte er seine dortigen Probetrainingseinheiten unter dem Pseudonym Carlos Silva. Sodann schloss er sich dem Klub 1956 an. Während seiner gesamten Karriere, die bis 1971 fünfzehn Jahre lang andauerte, blieb er dem Verein treu und absolvierte für die Aurinegros während dieses Zeitraums insgesamt 574 Partien, womit er vor Pablo Bengoechea (545 Spiele) derjenige Spieler mit den meisten Einsätzen in der Historie Peñarols ist. Gonçalves rangiert darüber hinaus mit 25 im Rahmen der Meisterschaft bestrittenen Clásicos in dieser Hinsicht vereinsintern ebenso an vierter Stelle, wie auch mit seinen 51 wettbewerbsübergreifend gespielten Clásicos (Stand der Ranglisten: 30. Juli 2011).
Gonçalves wurde mit Peñarol neunmal Meister von Uruguay, die Meisterschaftstriumphe ereigneten sich in den Jahren 1958, 1959, 1960, 1961, 1962, 1964, 1965, 1967 und 1968. Auch auf internationaler Ebene zeigte sich die Mannschaft von Peñarol der frühen Sechzigerjahre sehr erfolgreich. 1960 gewann Néstor Gonçalves mit seinem Verein die allererste Copa Libertadores, damals noch unter dem alten Namen Copa Campeones de América bekannt. Im Endspiel wurde Club Olimpia aus Paraguays Hauptstadt Asunción besiegt. Gonçalves wurde in beiden Finalspielen im Mittelfeld der Peñarol-Mannschaft, die neben ihm auch andere berühmte Spieler der damaligen Zeit wie etwa Torhüter Luis Maidana, Abwehrspieler und Weltmeister von 1950, William Martínez und Stürmer Luis Cubilla in ihren Reihen hatte, eingesetzt. 1961 stand Peñarol erneut im Endspiel des Libertadores-Cups, Néstor Gonçalves verpasste die Finals jedoch wegen einer Verletzung. Seine Mannschaft indes konnte den brasilianischen Vertreter Palmeiras São Paulo bezwingen und zum zweiten Mal die Copa Libertadores gewinnen. Dadurch war man, wie schon 1960, zur Teilnahme am Weltpokal berechtigt, den man auch gewann. Es wurde dabei der Sieger des Europapokal der Landesmeister 1960/61, Benfica Lissabon mit 0:1 in Lissabon und 5:0 im Estadio Centenario von Montevideo besiegt. Bei den Weltpokalspielen war Néstor Gonçalves wieder dabei. Er konnte mit seinem Verein noch ein weiteres Mal den Weltpokal gewinnen. Nach dem Gewinn der Copa Libertadores 1966 siegte man dann auch gegen Real Madrid, Gewinner des Europapokal der Landesmeister 1965/66, mit 2:0 und 2:0 in Madrid und Montevideo. Zuvor hatte Gonçalves mit Peñarol die Copa Libertadores gewonnen, im Endspiel wurde CA River Plate aus Argentinien nach einem Entscheidungsspiel bezwungen. Gonçalves wurde in allen drei Finalspielen eingesetzt.

### Nationalmannschaft
Néstor Gonçalves spielte in 50 Länderspielen für die uruguayische Fußballnationalmannschaft. Diese Länderspiele reichten von seinem Debüt am 23. März 1957 gegen die peruanische Auswahl bis zu seinem letzten Einsatz am 8. Februar 1971 in der Partie gegen die DDR. Ein Torerfolg gelang ihm dabei nicht. Sein Debüt fand im Rahmen des Campeonato Sudamericano 1957 statt. Auch bei der 1959er-Ausgabe dieses Turniers gehörte er zum Aufgebot der Uruguayer. 1962 nahm er mit der Nationalmannschaft seines Heimatlandes an der Fußball-Weltmeisterschaft in Chile teil. Er wurde bei allen drei Spielen der uruguayischen Mannschaft während des Turniers eingesetzt, konnte aber das Ausscheiden nach der Vorrunde nicht verhindern. Es gelang nur ein Sieg (2:1 gegen Kolumbien), dem standen zwei Niederlagen entgegen (1:3 gegen Jugoslawien und 1:2 gegen die Sowjetunion), was das Aus nach der Gruppenphase bedeutete. Vier Jahre später konnte sich Uruguay wieder für die Fußball-Weltmeisterschaft qualifizieren. In England überstand man die Gruppenphase und scheiterte im Viertelfinale am späteren Vizeweltmeister aus Deutschland mit 0:4. Auch diesmal spielte Néstor Gonçalves in allen Spielen seiner Mannschaft. Weitere Turniere, an denen Gonçalves teilnahm, waren die Copa Newton und die Copa Lipton im Jahre 1957, die Copa del Atlántico 1960, die Copa Artigas 1965 und 1968, die Copa Juan Pinto Durán 1965, die Copa Rio Branco 1967 und erneut die Copa Lipton des Jahres 1968.

### Erfolge
- Uruguayische Fußballmeisterschaft: 1958, 1959, 1960, 1961, 1962, 1964, 1965, 1967, 1968
- Copa Libertadores: 1960, 1961, 1966
- Weltpokal: 1961, 1966

## Trainertätigkeit
1972 hatte er als Nachfolger von Ondino Viera das Traineramt bei Peñarol während der Meisterschaftsrunde (Copa Uruguaya) jenes Jahres inne.

## Tod
Seit dem 15. Dezember 2016 wurde er mit Nierenproblemen im Krankenhaus Asociación Española in Montevideo stationär behandelt. Dort verstarb er am 29. Dezember 2016 im Alter von 80 Jahren.